# Dysmilichia purpurascens
Dysmilichia purpurascens là một loài bướm đêm trong họ Noctuidae.